# مارغريت كوالي
سارة مارغريت كوالي (بالإنجليزية: Sarah Margaret Qualley) هي عارضة أزياء وممثلة أمريكية من مواليد 23 أكتوبر 1994 معروفة بدور «جيل غارفي» في المسلسل التلفزيوني الباقون على قناة إتش بي أو.

## بداية حياتها
ولدت مارغريت يوم 23 أكتوبر 1995، في مونتانا. هي ابنة الممثلة آندي ماكدويل وعارض الأزياء السابق والموسيقي بول كوالي. لها أخ أكبر سنا منها يدعى جستين (ولد 1986)، وشقيقتها ريني ايضاً ممثلة وعارض أزياء (ولدت 1990) .
قضت مارغرت طفولتها في مزرعة على أطراف ميسولا، انفصل والديها عندما كانت في سن الخامسة ونتيجة لهذا فصلت وقتها بين الاثنين.
كمراهقة تربت في آشفيل، كارولاينا الشمالية، تدربت مارغريت على الباليه، وكسبت فترة تدريب في مسرح الباليه الأمريكي ودرست في أكاديمية نيويورك الفرنسية. لكنها في عمر السابعة عشر غيرت تركيزها إلى التمثيل وارتادت الأكاديمية الملكية للفنون المسرحية في لندن.

## حياتها المهنية

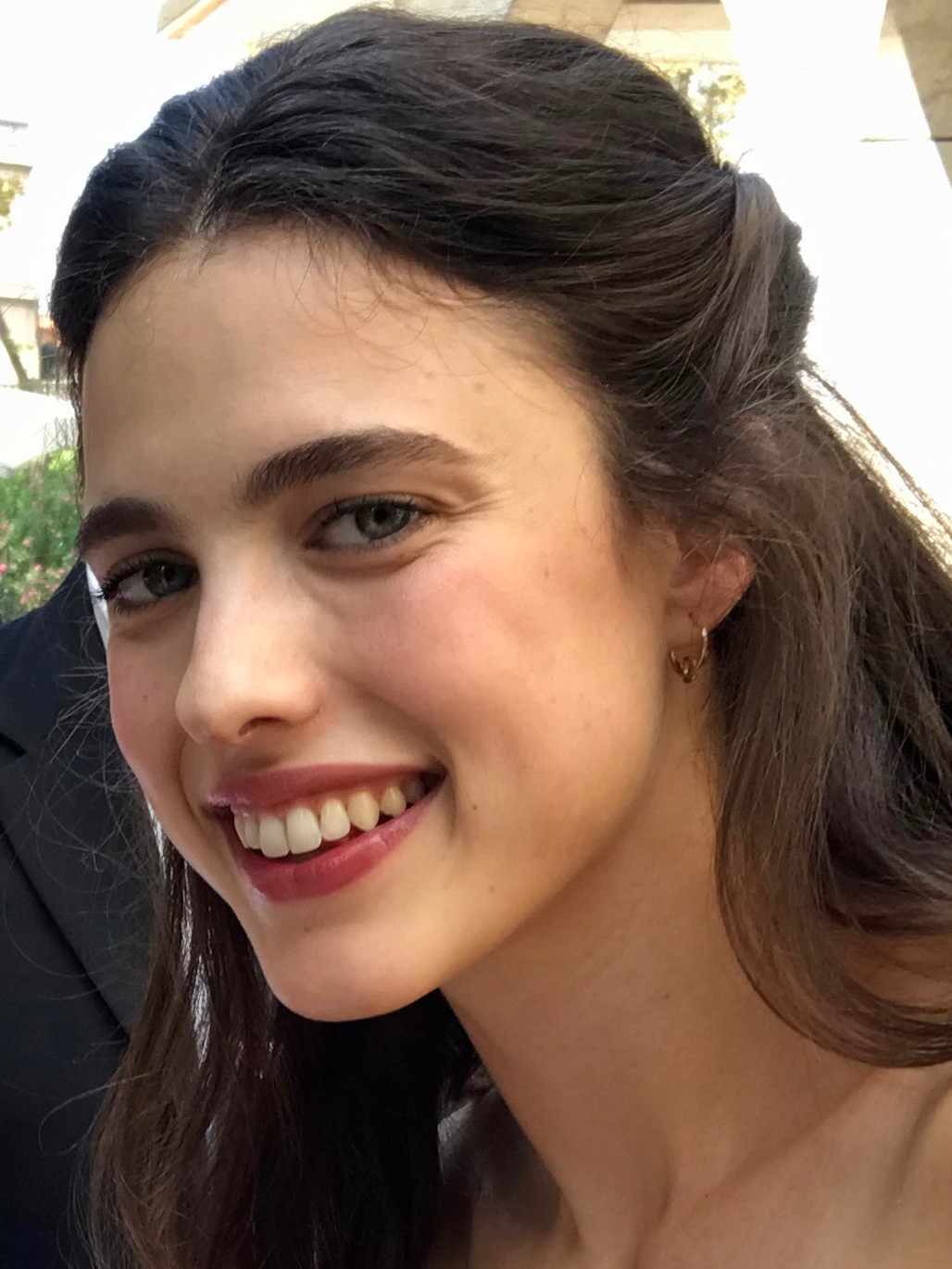
الممثلة مارغريت كوالي في العرض الأول لفيلم "Seberg" في مدينة البندقية.

### عرض الأزياء
في 2011، ظهرت مارغريت لأول مرة كعارضة أزياء في عمر السادسة عشر خلال أسبوع نيويورك للموضة، سارت على ممر عرض الأزياء لصالح المصممة الإيطالية ألبرتا فيريتي. وقامت بالعرض في أسبوع باريس للموضة في 2012 لصالح فالنتينو غارافاني وشانيل.

### التمثيل
أول ظهور لمارغريت على الشاشة كان في 2013 بدور صغير في فيلم بالو ألتو للمخرجة جيا كوبولا. في يونيو 2013، تم اختيارها للمسلسل التلفزيوني الباقون على قناة إتش بي أو. ثم اخذت دور البطولة في فيلم مفكرة الموت.

## حياتها الشخصية
من نوفمبر 2019، تعيش كوالي في نيويورك. عاشت كوالي سابقًا في لوس أنجلوس مع أختها ريني، والتي تشاركها كلبًا اسمه بوكس. تصف كوالي أختها بأنها "مثلها الأعلى، أفضل صديق لها في العالم كله".
إرتبطت كوالي بشكل رومانسي لفترة وجيزة ببيت ديفيدسون في عام 2019. بدأت في مواعدة الممثل شيا لابوف في عام 2020 بعد أن شاركا في بطولة فيديو ريني الموسيقي "تحبني مثلما تكرهني". انتهت العلاقة في يناير 2021 بعد الجدل الذي أثير حول لابوف، بما في ذلك دعوى قضائية ضده ضد صديقته السابقة والمغنية إف كيه إيه تويغز بتهمة الضرب والاعتداء الجنسي. في سبتمبر 2021، أخبرت كوالي هاربر بازار أنها تصدق مزاعم إف كيه إيه تويغز. في مايو 2022، انخرطت كوالي مع الموسيقار جاك أنتونوف.

## الأعمال

### أفلام
| السنة | العنوان                | الدور                         |
| ----- | ---------------------- | ----------------------------- |
| 2013  | بالو ألتو              | راكول                         |
| 2016  | الرجال اللطفاء         | اميلي                         |
| 2017  | مفكرة الموت            | ميا ساتون                     |
| 2017  | اختفاء قاعة سيدني      | اليكساندرا                    |
| 2018  | دونيبروك               | ديليا انجوس                   |
| 2019  | آيو                    | سام والدين                    |
| 2019  | الابن الأصلي           | ماري دالتون                   |
| 2019  | أدم                    | كيسي فريمان                   |
| 2019  | حدث ذات مرة في هوليوود | بوسي كات                      |
| 2019  | غريب لكن صحيح          | ميليسا                        |
| 2019  | سيبيرغ                 | لينيت                         |
| 2021  | سنة سالينجر بلدي       | جوانا                         |
| 2022  | النجوم في الظهيرة      | تريش جونسون                   |
| 2023  | كائنات مسكينة          | فيليسيتي                      |
| 2024  | أنواع اللطف            | فيفيان / مارثا / روث / ريبيكا |
| 2024  | المادة                 | سو                            |
| 2025  | هاني لا تفعليها!       | هاني أودوناهو                 |

### مسلسلات
| السنة     | العنوان       | الدور      | ملاحظة     |
| --------- | ------------- | ---------- | ---------- |
| 2014–2017 | الباقون       | جيل غارفي  |            |
| 2018      | إل هورميجويرو |            |            |
| 2021      | خادمة         | أليكساندرا | مسلسل قصير |

## روابط خارجية
- مارغريت كوالي على موقع IMDb (الإنجليزية)
- مارغريت كوالي على موقع ميتاكريتيك (الإنجليزية)
- مارغريت كوالي على موقع روتن توميتوز (الإنجليزية)
- مارغريت كوالي على موقع قاعدة بيانات الأفلام العربية
- مارغريت كوالي على موقع ألو سيني (الفرنسية)
- مارغريت كوالي على موقع تيرنر كلاسيك موفيز (الإنجليزية)
- مارغريت كوالي على موقع أول موفي (الإنجليزية)
- مارغريت كوالي على موقع قاعدة بيانات الأفلام السويدية (السويدية)
- مارغريت كوالي على موقع قاعدة بيانات الفيلم (الإنجليزية)
- مارغريت كوالي على موقع ليتربوكسد (الإنجليزية)